# Circondario del Giura Bernese
Il circondario del Giura Bernese (ufficialmente in francese Arrondissement administratif du Jura bernois, circondario amministrativo del Giura Bernese) è uno dei circondari in cui è suddiviso il Canton Berna, in Svizzera; si trova nella regione del Giura Bernese.

## Storia
Il circondario amministrativo fu creato il 1º gennaio 2010, nell'ambito della riforma amministrativa del Canton Berna. È andato a sostituire i precedenti distretti di Courtelary, di La Neuveville e di Moutier.

## Suddivisione
Il circondario amministrativo è suddiviso in 40 comuni. Il comune di Schelten è bilingue tedesco/francese, il comune di Seehof è di lingua tedesca, tutti gli altri di lingua francese,
| Stemma            | Nome              |
| ----------------- | ----------------- |
| Belprahon         | Belprahon         |
| Champoz           | Champoz           |
| Corcelles         | Corcelles         |
| Corgémont         | Corgémont         |
| Cormoret          | Cormoret          |
| Cortébert         | Cortébert         |
| Court             | Court             |
| Courtelary        | Courtelary        |
| Crémines          | Crémines          |
| Eschert           | Eschert           |
| Grandval          | Grandval          |
| La Ferrière       | La Ferrière       |
| La Neuveville     | La Neuveville     |
| Loveresse         | Loveresse         |
| Mont-Tramelan     | Mont-Tramelan     |
| Moutier           | Moutier           |
| Nods              | Nods              |
| Orvin             | Orvin             |
| Perrefitte        | Perrefitte        |
| Péry-La Heutte    | Péry-La Heutte    |
| Petit-Val         | Petit-Val         |
| Plateau de Diesse | Plateau de Diesse |
| Rebévelier        | Rebévelier        |
| Reconvilier       | Reconvilier       |
| Renan             | Renan             |
| Roches            | Roches            |
| Romont            | Romont            |
| Saicourt          | Saicourt          |
| Saint-Imier       | Saint-Imier       |
| Sauge             | Sauge             |
| Saules            | Saules            |
| Schelten          | Schelten          |
| Seehof            | Seehof            |
| Sonceboz-Sombeval | Sonceboz-Sombeval |
| Sonvilier         | Sonvilier         |
| Sorvilier         | Sorvilier         |
| Tavannes          | Tavannes          |
| Tramelan          | Tramelan          |
| Valbirse          | Valbirse          |
| Villeret          | Villeret          |
|                   | Totale (40)       |

### Fusioni
- 2014: Diesse, Lamboing, Prêles → Plateau de Diesse
- 2014: Plagne, Vauffelin → Sauge
- 2015: Bévilard, Malleray, Pontenet → Valbirse
- 2015: Châtelat, Monible, Sornetan, Souboz → Petit-Val
- 2015: La Heutte, Péry → Péry-La Heutte